# Rijksonderwijs
Het rijksonderwijs was het onderwijs dat door de rijksoverheid geregeld wordt.

## België

### Kleuter, lager en secundair onderwijs
In 1988, als gevolg van de derde staatshervorming, werden de gemeenschappen bevoegd voor onderwijs. De term "rijksonderwijs" werd vervangen door "gemeenschapsonderwijs".
- GO!-onderwijs, het Nederlandstalig gemeenschapsonderwijs
- Enseignement officiel, het Franstalige gemeenschapsonderwijs

### Universiteits- en hogeschool-instituten
- Rijksuniversiteit Leuven
- Rijksuniversiteit Gent
- Universiteit van Luik
- Rijkshandelshogeschool
- XIOS Hogeschool Limburg